# 三菱・3A9型エンジン
三菱・3A9型エンジンは、三菱自動車工業の直列3気筒ガソリンエンジンの系列である。

## 概要
4A9と同時に開発され、2003年に3A91型が欧州仕様のコルトに初搭載されたが、2011年までのバリエーションはこの1種類のみであった。2012年からミラージュに3A90型および3A92型が搭載される。技術的な特徴は4A9にほぼ準ずるが6代目ミラージュ用の3A90・3A92を除きMIVECは採用されていない。以前は4A9同様、製造はダイムラー子会社のドイツ・MDCパワー社にて行われていたが、現在は京都市のパワートレイン製作所で生産されている。3A91型のメルセデス・ベンツにおけるエンジン型式はM134となる。
3A90のMIVECは位相変化タイプ（吸気側のみ）となる。MIVEC最遅角時の吸気閉じタイミングはある程度遅く設定されており、遅閉じによるポンピングロス軽減と共に軽負荷時は遅閉じミラーサイクルに近い形で稼働し燃費向上に寄与する。

## バリエーション

### 3A90
| シリンダー配置 | 直列3気筒DOHC 12バルブ MIVEC  |
| 排気量         | 999 cc                        |
| ボアピッチ     | 83.0 mm                       |
| ボア           | 75.0 mm                       |
| ストローク     | 75.4 mm                       |
| 圧縮比         | 10.5:1                        |
| 最高出力       | 51 kW（69 PS）/ 6,000 rpm     |
| 最高トルク     | 86 N·m（8.8 kgf·m）/ 5,000rpm |

搭載車種
- 2012-2020 三菱・ミラージュ

### 3A91
| シリンダー配置 | 直列3気筒DOHC 12バルブ          |
| 排気量         | 1,124 cc                        |
| ボアピッチ     | 83.0 mm                         |
| ボア           | 75.0 mm                         |
| ストローク     | 84.8 mm                         |
| 圧縮比         | 10.5:1                          |
| 最高出力       | 55 kW（75 PS）/ 6,000 rpm       |
| 最高トルク     | 100 N·m（10.2 kgf·m）/ 3,500rpm |

搭載車種
- 2003-2013 三菱・コルト（欧州仕様）
- 2004-2006 スマート・フォーフォー

### 3A92
| シリンダー配置 | 直列3気筒DOHC 12バルブ MIVEC    |
| 排気量         | 1,193 cc                        |
| ボアピッチ     | 83.0 mm                         |
| ボア           | 75.0 mm                         |
| ストローク     | 90.0 mm                         |
| 圧縮比         | 10.5:1                          |
| 最高出力       | 57 kW（78 PS）/ 6,000 rpm       |
| 最高トルク     | 100 N·m（10.2 kgf·m）/ 4,000rpm |

E10・E20ガソール対応
搭載車種
- 2012- 三菱・ミラージュ
- 2013- 三菱・アトラージュ